# Tibesti Ouest
Le Tibesti Ouest est un ancien département de la région (devenue province) du Tibesti au Tchad. Il a existé entre février 2008, date de sa création, et août 2018, date de la mise en place d'une nouvelle organisation territoriale. Son chef-lieu était Zouar.

## Histoire
Le département du Tibesti Ouest avait été créé par l'ordonnance n° 002/PR/08 du 19 février 2008. 
Il comptait trois sous-préfectures :
- Zouar
- Wour
- Goubonne

En août 2018, il a été remplacé par deux nouveaux départements :
- Zouar
- Wour

## Administration
Liste des administrateurs :
Préfets du Tibesti Ouest (2008-2018)
- 9 octobre 2008 : Galmaye Abdallah[3]
- 24 novembre 2014 Mahamat Seid Haggar